# Кірівановська
Кіріва́новська (рос. Киривановская) — присілок у складі Тарногського району Вологодської області, Росія. Входить до складу Тарногського сільського поселення.

## Населення
Населення — 38 осіб (2010; 45 у 2002).
Національний склад (станом на 2002 рік):
- росіяни — 98 %